# Montclar (Barcelona)
Montclar ist ein Ort und eine Gemeinde (municipi) mit 132 Einwohnern (Stand: 2024) in der Comarca Berguedà in der Provinz Barcelona in der Autonomen Region Katalonien. Die Gemeinde besteht neben dem namensgebenden Ort Montclar aus den Ortschaften El Casó und Torregassa. 

## Lage
Montclar liegt etwa 85 Kilometer nordnordwestlich von Barcelona in einer Höhe von etwa 730 m in den südlichen Ausläufern der Pyrenäen in der Comarca Berguedà im Norden Kataloniens. 

## Bevölkerungsentwicklung
| Jahr      | 1960 | 1970 | 1981 | 1991 | 2001 | 2011 | 2021 |
| Einwohner | 286  | 263  | 270  | 255  | 117  | 116  | 136  |

## Sehenswürdigkeiten

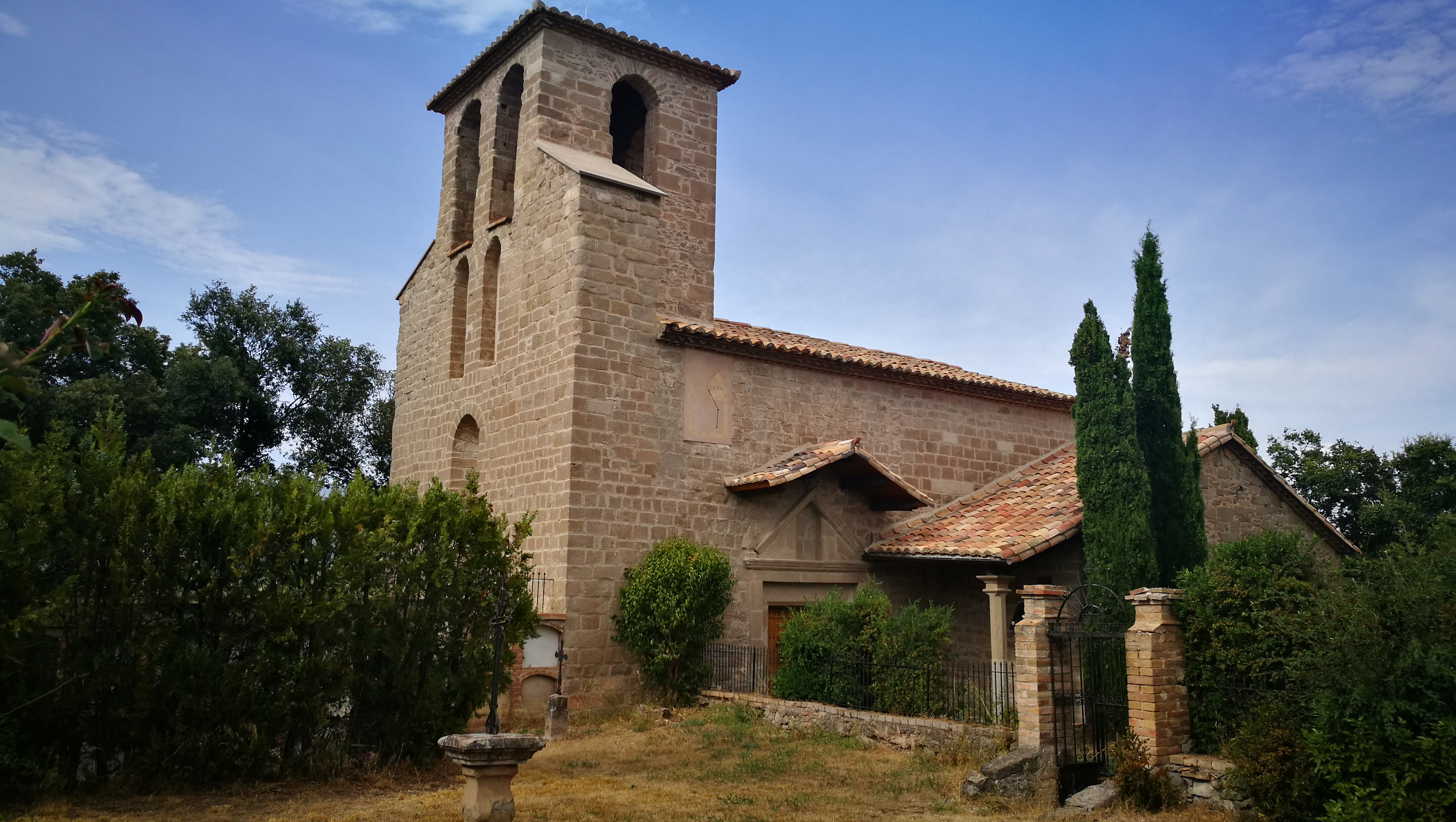
Burgruine von Montclar (kaum erhaltene Reste)
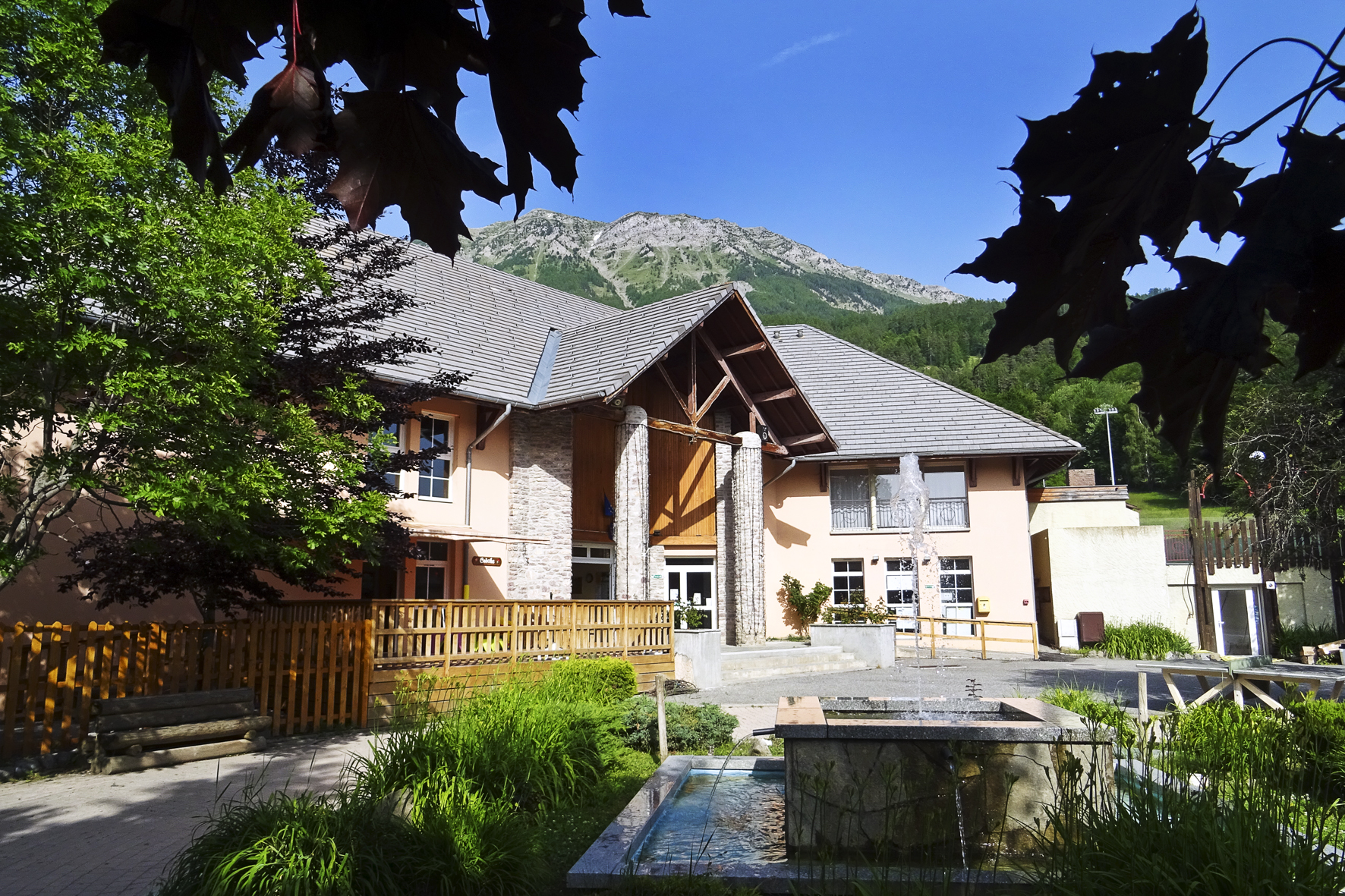
Martinskirche

- Martinskirche
- Rathaus